# Niedererlinsbach
Niedererlinsbach (toponimo tedesco) è una frazione di 2 222 abitanti del comune svizzero di Erlinsbach, nel Canton Soletta (distretto di Gösgen).

## Storia

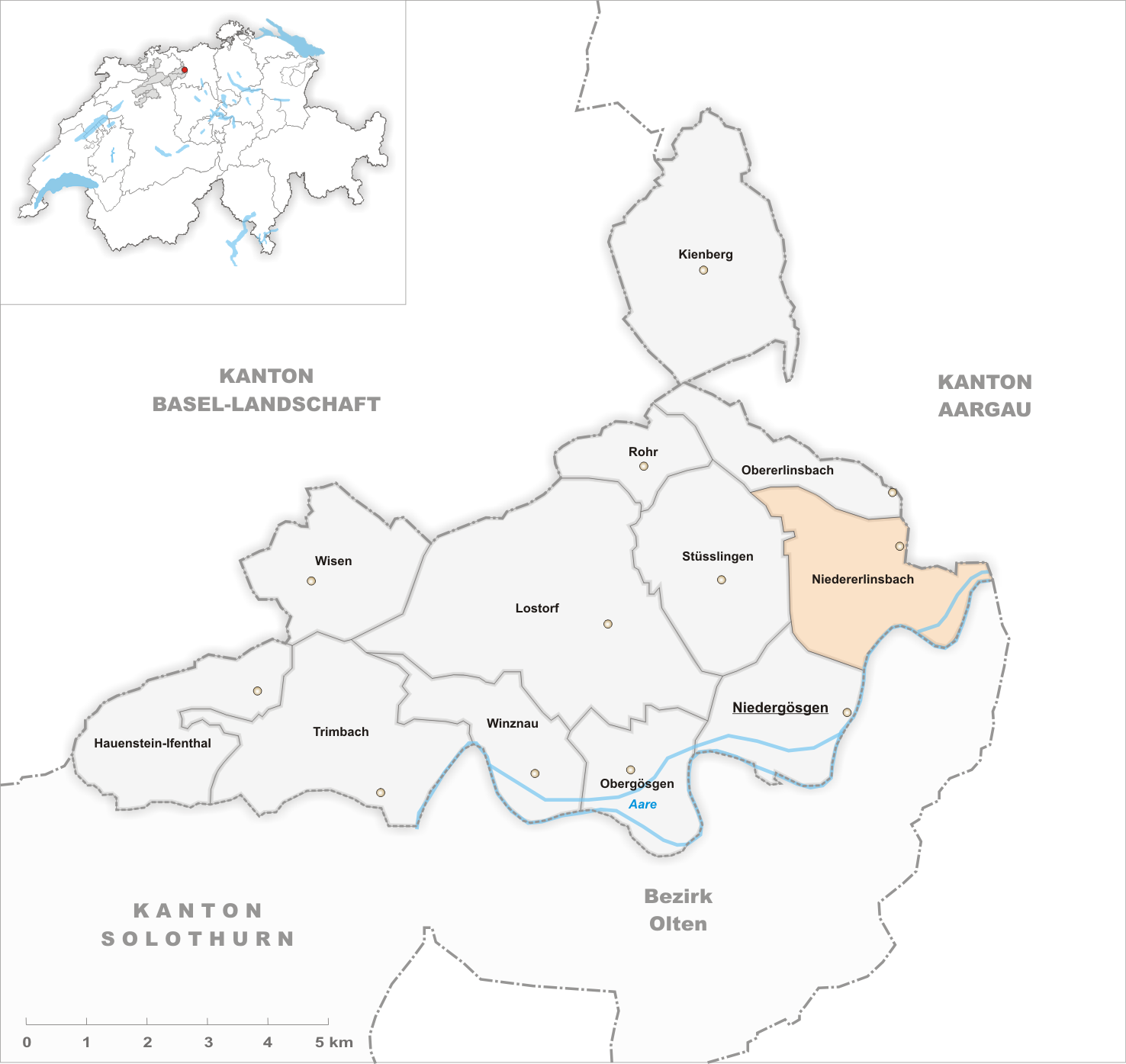
Il territorio del comune di Niedererlinsbach prima degli accorpamenti comunali del 2006

Fino al 31 dicembre 2005 è stato un comune autonomo che si estendeva per 5,87 km²; il 1º gennaio 2006 è stato accorpato all'altro comune soppresso di Obererlinsbach per formare il nuovo comune di Erlinsbach, del quale Niedererlinsbach è il capoluogo.